# مونیکا گونساگا
مونیکا گونساگا (اسپانیایی: Mónica Gonzaga‎) بازیگر و مدل اهل آرژانتین است.
از فیلم‌ها یا مجموعه‌های تلویزیونی که وی در آن‌ها نقش داشته است، می‌توان به ساحل عشق، دیسکوی عشق، بدرود، پدربزرگ و بازیکن دوازدهم اشاره نمود.